# El lado oscuro (novela)
El lado oscuro (Half Bad) es una novela para adolescentes de fantasía escrita por la autora Sally Green, publicada en el 2014. Es notable por su uso de la segunda persona narrativa, una mucho más amplia a comparación de primera persona. El 3 de marzo del mismo año de su publicación, estableció el récord Mundial Guinness como el 'Libro más traducido por un autor debut, publicación previa', habiéndose vendido en 45 idiomas antes de su publicación en el Reino Unido por "Penguin Books".

## Sinopsis
Inglaterra, época actual. Nathan Byrn sabe que no es como los demás. Aunque su madre era una respetada Bruja Blanca, su padre pertenece al linaje de los temibles Brujos Negros, lo cual hace de él un ser dividido que se debate entre la luz y las tinieblas. Este origen no lo permite integrarse plenamente a la comunidad Blanca, la cual lo trata con desprecio y recelo. El hecho de que Nathan sea, además hijo de Marcus, el mas temido y odiado de los Brujos Negros, solo sirve para empeorar su situación. El Consejo de los Brujos Blancos ha decidido a someterlo a un control brutal para evitar que su lado sombrío se imponga. No obstante, llega el momento en el que Nathan decide convertirse en el dueño de su destino: sera él y nadie mas quien determine su camino.

### Personajes
Nathan Byrn: El protagonista de 17 años. Tiene el cabello negro y lacio, piel de oliva y ojos negros. Se parece a su padre. Criado en una familia de Brujos Blancos, es mitad Blanco y mitad Negro, referido en la historia como (Código Medio: W 0.5/B 0.5). Puede auto curarse extraordinariamente rápido.
Bisexual 
Jessica: La media hermana mayor de Nathan, que lo odia. Se convierte en Cazador.
Arran: El medio hermano de Nathan, ambos tienen una buena relación.
Deborah: Medio hermana de Nathan. Ella (como Arran) lleva una linda relación con Nathan.
Marcus: El padre de Nathan, el Brujo Negro más temido de todos los tiempos.  Mató el padre de los hermanos de Nathan. Su Don es ser transformando en los animales pero él también ha robado los Dones de muchos otros brujos al matarlos y  después comiendo sus corazones.
Cora Byrn: La madre de Nathan, una Bruja Blanca quién suicidio. Su Don era curar a otros.
Gabriel: Un Brujo Negro enganchado en el cuerpo de un fain. Ayuda a Nathan en su viaje.
Interés amoroso de nathan 
Annalise: Una Bruja Blanca, algunos meses mayor que Nathan. Ella más tarde huye de su cruel familia. Ella y Nathan son enamorados.
Mercury: Una Bruja Negra poderosa quién supuestamente es diferente de todas las brujas.
Rose: Una Bruja Blanca y el ayudante del mercury, quién siempre se sonroja y ríe- incluso aunque no parece aquel tipo de persona.
Celia: Una Bruja Blanca, el mentor de Nathan quién  esté enviado para vivir con ella.. Lo maltrata  y lo tienen encerrado en una jaula. Aun así, cerca el fin de su tiempo con Nathan,  parece para preocuparse por él.

## Desarrollo
Sally Green presentó El lado oscuro a un agente en enero de 2013; en marzo, el director editorial Ben Horslen adquirió el manuscrito para la imprenta infantil Puffin Libros de Penguin Books anunciándolo como "el libro del Feria del Libro Infantil de Bolonia" después de una guerra de ofertas de 6 cifras.

## Secuelas
- El lado salvaje Fue lanzado el 24 de marzo de 2015.
- El lado perdido, último libro de la trilogía "Una vida oculta", fue lanzado en marzo de 2016
- El lado falso, es una historia extra de uno de los personajes secundarios de la historia original fue lanzada en noviembre de 2014.
- El lado real, último libro extra, lanzado en el 2015

## Adaptación de película
Hay una adaptación en Netflix, llamada El hijo bastardo y el mismísimo diablo (The bastard son and the devil himself). Esta serie tiene una temporada con ocho capítulos, los cuales narran el primer libro de la trilogía. Sin embargo, la serie fue cancelada tras la segunda temporada.